# FC Preußen Chemnitz
FC Preußen Chemnitz was een Duitse voetbalclub uit Chemnitz, die bestond van 1907 tot 1945.

## Geschiedenis
De club werd in 1907 opgericht en sloot zich aan bij de voetbalbond van Midden-Duitsland. Van 1921 tot 1933 speelde de club in de Midden-Saksische competitie, de toenmalige hoogste klasse. In 1926 werd de club vicekampioen achter stadsrivaal Chemnitzer BC. Kort daarvoor was er een eindronde ingevoerd voor de Midden-Duitse vicekampioenen. De club won van VfB Annaberg, BV Olympia-Germania Leipzig en SC Erfurt 1895, maar verloor dan met duidelijke 0-8 cijfers van Fortuna Leipzig.
In 1933 werd de competitie grondig hervormd. De Gauliga werd ingevoerd als hoogste klasse en na een vierde plaats in de competitie kwalificeerde de club zich niet voor de Gauliga Sachsen. Preußen speelde nu in de Bezirksklasse Chemnitz, de tweede klasse. De club eindigde meestal in de middenmoot en slaagde er niet in te promoveren. In 1944 werd de club in het oorlogskampioenschap van de Gauliga ingedeeld, dat zelfs niet voltooid werd. Na de Tweede Wereldoorlog werden alle voetbalclubs in Duitsland ontbonden. FC Preußen werd niet heropgericht.